# 阮夫人 (黎恭皇)
阮夫人（？—？），越南後黎朝第12任皇帝黎恭皇黎椿的夫人，良文侯阮時雍的女儿。
1522年，黎昭宗逃跑投靠西都的郑绥，莫登庸立的黎昭宗弟弟黎椿为帝。1523年，封阮時雍爲良文侯，阮時雍有二女，姐姐進於黎椿，妹妹阮氏玉璇嫁给莫登庸，阮時雍後封爲通郡公。1525年，莫登庸灭郑绥，1527年，莫登庸杀死黎昭宗，随后让黎椿禅位给他。黎椿不久自尽，阮皇后不知所终，她的妹妹成为新王朝莫朝皇帝的夫人。